# چاد مندز
چاد مندز (انگلیسی: Chad Mendes؛ زادهٔ ۱ مهٔ ۱۹۸۵) ورزشکار هنرهای رزمی ترکیبی اهل ایالات متحده آمریکا است.